# Nelspruit
Mbombela ili Nelspruit je grad u Južnoafričkoj Republici. Glavni je grad južnoafričke provincije Mpumalanga. Prema popisu iz 2000. godine, ovaj grad ima 221 474 stanovnika. Grad je jedan od domaćina Svjetskog prvenstva u nogometu 2010. godine utakmice će se igrati na stadionu Mbombela Stadion koji prima 46.000 gledatelja.

## Ime grada
U listopadu 2009. godine, grad je vlada Južnoafričke Republike službeno preimenovala u Mbombela, čime nosi isti naziv kao i lokalna općine koje je dio. 

## Zemljopis
Grad se nalazi u sjeveroistočnom dijelu Južnoafričke Republike na rijeci Crocodile u blizini granice s Esvatinijem, udaljen je 330 km istočno od Johannesburga i 100 km zapadno od Mozambika. 